# Michal Ondráček
Michal Ondráček (* 8. června 1973) je bývalý český fotbalista, obránce.

## Fotbalová kariéra
V lize hrál za FC Baník Ostrava a SK Dynamo České Budějovice. V české nejvyšší soutěži nastoupil v 56 utkáních a dal 1 gól. Dále hrál za MFK Frýdek-Místek, FC Tescoma Zlín, Fotbal Třinec, FC Karviná a FC Hlučín.

## Ligová bilance
| Ročník                          | Zápasy | Góly | Klub                       |
| ------------------------------- | ------ | ---- | -------------------------- |
| 1. česká fotbalová liga 1993/94 | 23     | 0    | FC Baník Ostrava           |
| 1. česká fotbalová liga 1994/95 | 16     | 0    | FC Baník Ostrava           |
| 1. česká fotbalová liga 1995/96 | 13     | 0    | FC Baník Ostrava           |
| 1. česká fotbalová liga 1997/98 | 4      | 1    | SK Dynamo České Budějovice |
| CELKEM                          | 56     | 1    |                            |